# Eterno femenino

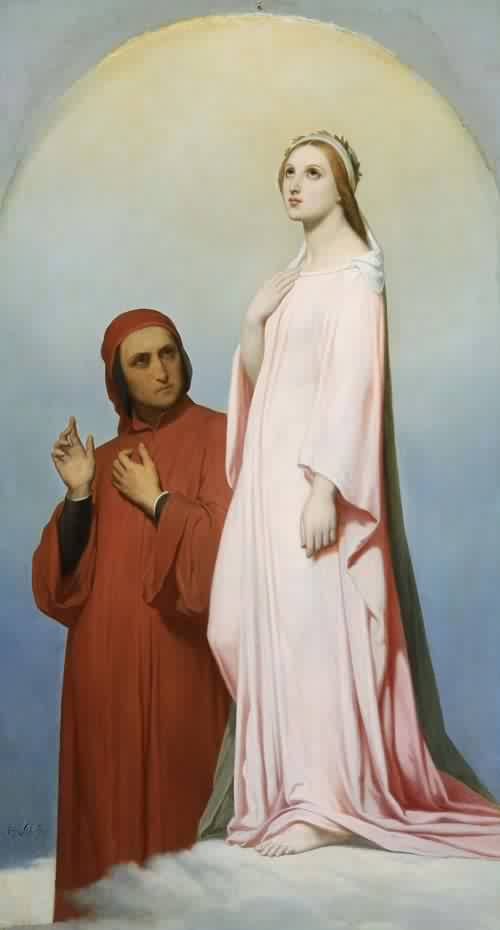
Dante y Beatriz, Ary Scheffer (1851), Boston Museum.

El eterno femenino es un arquetipo psicológico y un principio filosófico que idealiza un concepto inmutable de mujer. Se ha usado regularmente en la literatura, con énfasis en la lírica y el género dramático.
Es uno de los componentes del esencialismo de género, la creencia de que hombres y mujeres tienen diferentes esencias internas que no pueden ser alteradas por el tiempo ni el entorno.
El concepto fue particularmente vívido en el siglo XIX, cuando las mujeres eran descritas como ángeles, responsables de encaminar a los hombres por un camino moral y espiritual. Entre las virtudes existentes, las que tenían una predominante esencia femenina eran la modestia, la gracia, la pureza, la delicadeza, el civismo, la complicidad, el retraimiento, la castidad, la afabilidad y la amabilidad.
El concepto del eterno femenino (en alemán: das Ewig-Weibliche) fue particularmente importante para Goethe, quien lo introduce al final de su obra Fausto, en la segunda parte. Para Goethe, la "mujer" simboliza la pura contemplación, en contraste con la acción como algo masculino. El principio femenino lo articula más adelante Nietzsche en un continuo de vida y muerte, basado en gran parte en sus lecturas de literatura griega antigua, puesto que en la cultura griega, tanto el nacimiento como el cuidado de los muertos estaba gestionado por mujeres. Lo doméstico y el poder de redimir y servir como guardián de la moral, eran también componentes del eterno femenino. Las virtudes de la mujer eran inherentemente privadas, mientras que aquellas propias de los hombres eran públicas.
Simone de Beauvoir veía el eterno femenino como un mito patriarcal que construye a la mujer como algo pasivo, erótico y excluido del rol de sujeto que experimenta y actúa.